# ایرلرشتاین
ایرلرشتاین (به آلمانی: Ihrlerstein) یک شهر در آلمان است که در Kelheim واقع شده‌است.